# Старая Тукля
Старая Тукля (удм. Вужгурт) — деревня в Увинском районе Удмуртии, входит в Поршур-Туклинское сельское поселение. Находится в 11 км к северу от посёлка Ува и в 65 км к северо-западу от Ижевска.